# Vogeljagd

Liebespaar mit Falke aus dem Werk Konrads von Altstetten zwischen 1320 und 1327

Die Vogeljagd bezeichnet sowohl die Jagd auf Vögel als auch die Jagd mit Vögeln. Es ist somit zwischen der Beizjagd, bei der neben Federwild auch Haarwild gejagt wird, und dem Vogelfang zu unterschieden. Da Jagdvögel vor der Abrichtung ebenfalls gefangen werden mussten, waren früher alle Greifvögel Wildfänge. Die Vogeljagd war auch eine beliebte Freizeitbeschäftigung. Sie wurde zu verschiedenen Zwecken ausgeübt, der Legende nach auch von König Heinrich dem Vogeler (* 876; † 2. Juli 936).

## Beizjagd
Bei der Beizjagd wird mit abgerichteten Greifvögeln Federwild und kleines Haarwild (vor allem Kaninchen und Hasen) gejagt. Zum Aufstöbern von Federwild bei der Beizjagd dienen Jagdhunde.

## Vogelfang
Beim Vogelfang ist zwischen der Jagd auf Geflügel und der Jagd auf Kleinvögel zu unterscheiden. Kleinvögel werden auf Fangplätzen mit Ködern oder Lockvögeln angelockt oder mit Schreckmitteln in aufgespannte Netze getrieben. Im Innenraum sind oft weitere spezielle Vogelfallen aufgestellt. Es werden auch kurzfristige Vogelsperren aufgebaut oder nachts Netze über ruhende Vögel ausgelegt. Je nach Saison und Vogelart kommen unterschiedliche Fangeinrichtungen zum Einsatz. Der Vogelfang fand auch an sogenannten Vogelherden statt.

## Tirassieren
Beim Tirassieren zeigten sogenannte Hühnerhunde das erstöberte Flugwild an und trieben es auf Kommando vorsichtig vorwärts in das Tiras, das Zugnetz der Jäger. In England wurde die sportliche Art des Vogeljagens auf Geflügel mit Vorstehhunden, den setting dogs, entwickelt. Diese legten sich beim Anzeigen nieder, das Wild mit den Augen bannend, sodass die Jäger die Fangnetze über Hund und Beute werfen konnten. Beim Tyrassieren wurden auch Falken oder Drachen zur Verhinderung des Aufsteigens des Flugwildes eingesetzt.